# Gauersheim
Gauersheim är en kommun och ort i Donnersbergkreis i förbundslandet Rheinland-Pfalz i Tyskland.
Kommunen ingår i kommunalförbundet Verbandsgemeinde Kirchheimbolanden tillsammans med ytterligare 15 kommuner.